# 蘇菲亞·布朗
蘇菲亞·布朗（英語：Sylvia Browne，原名Sylvia Celeste Shoemaker，1936年10月19日—2013年11月20日）是美國作家，她形容她自己為精神及心靈的靈媒（通靈者）。她曾數次露面於《賴瑞金現場》，曾是《蒙特爾威廉姆斯秀》（The Montel Williams Show）每周的來賓，並在海氏博物館電台（Hay House Radio）主持了她自己的長達一小時的節目，來討論超自然的問題並以靈媒的身份給來電者建議。
在1992年，蘇菲亞布朗有了投資詐騙與偷竊的前科。她的聲明和預言導致了眾多爭議，數張報紙上曾報導她預言失敗。批評者譬如詹姆斯·兰迪（James Randi），與她已有長期的爭執，指稱她是個冷讀者，使用的技巧跟由心靈主義（mentalism）者所實現的冷用和熱讀（hot reading）技術沒有分別。新聞報導曾宣稱她整體而言不準確。

## 生平
她父親是猶太人，她母親是聖公會教徒。她的外婆"愛達"是個虔誠的路德會教徒。
她宣稱異象（神秘現象）從五歲開始出現，此外她奶奶自稱是靈媒，曾幫助她了解為什麼她會遇到那些異象。她叔公也是個靈媒，而且是個飛碟狂。她從1974年開始出版心靈讀物，吸引來了支持者與反對者。2011年3月21日，她在夏威夷心臟病發作。

### 出版物
她曾出版了好幾十本有關超自然與心靈的書，包括《靈魂之旅》、《天堂之旅》、《另一邊與回歸》、《心靈的冒險》、《以心靈之眼看占星學》, 以及最近的《所有寵物都將去天堂: 我們所愛的動物們的精神生活》。
在她的書裡，她談論人們如何改善自己的生活及更愛他人和其他生命。她覺得人們是被上帝所愛的。她指出上帝存在，是平等地愛所有的人和活著的生命，不管他們是什麼宗教信仰，包括無神論者、不相信上帝的人。她寫道人們的行為和意圖定義了自身的靈魂。所有宗教、精神信仰、無信仰者都可以去「另一邊」，也就是天堂。

## 超自然聲明
她宣稱知道天堂是什麼感覺，主張天堂的溫度是攝氏25.6度，上面沒有任何蟲類生命，房屋可以蓋在任何一個他們想蓋的地方。它以「更高的振動頻率」存在於地面上方60公分處，所以人類很難察覺。有的靈媒出生時就已經能感知到範圍更廣的振動頻率。
她也宣稱看得見天使，看起來類似畫裡的模樣，但因不同的種族和地區而有不同的特徵。她認為天使不開口說話，並宣稱目擊到天使環繞著人們。
她自稱能和她的指導靈（spirit guide）「法蘭欣」對話，並表示她由「法蘭欣」那兒得知了54個自己的前世細節。

## 外部連結
- Official website （页面存档备份，存于）
- The Society of Novus Spiritus （页面存档备份，存于） — Browne's church
- Sylvia Brown's Online Talk Show at HayHouseradio.com

批評
- Chronology of the feud between Browne and Randi from  the Skeptic Report
- Sylvia Browne and James Randi's challenge（页面存档备份，存于） from James Randi Educational Foundation
- King of the Paranormal （页面存档备份，存于） from Skeptical Inquirer July 31, 2003
- Friedman, Roger (2006). "TV Psychic Misses Mark on Miners." FOXNews.com.
- Crystal Bawl, Salon.com by Janet McDonald
- Stop Sylvia Browne（页面存档备份，存于）, is Robert S. Lancaster's comprehensive site criticizing and exposing Sylvia Browne.

預言
- Psychic Defective: Sylvia Browne’s History of Failure（页面存档备份，存于）, article appeared in Skeptical Inquirer magazine.
- Sylvia Browne Predictions （页面存档备份，存于） - Past predictions for 2008-2013 and "The Next 100 Years"
- Browne's predictions for the year 2000

媒體和謄本
- Video: Browne's predictions analyzed （页面存档备份，存于） January 19, 2007 Live with Anderson Cooper on CNN. (CNN Video)
- . Larry King Live. September 3, 2001  [2013-05-14]. （原始内容存档于2006-10-27）. (Browne and James Randi)
- . Larry King Live. March 6, 2001  [2013-05-14]. （原始内容存档于2013-12-23）. (Browne and John Edward)
- . Anderson Cooper. January 19, 2007  [2013-05-14]. （原始内容存档于2012-05-14）. (Browne's manager and Randi)
- . Anderson Cooper. January 30, 2007  [2013-05-14]. （原始内容存档于2012-05-14）. (Browne's manager and Randi)